# Cyclophora marginaria
Cyclophora marginaria là một loài bướm đêm trong họ Geometridae.